# (4456) Mawson
(4456) Mawson ist ein Hauptgürtelasteroid, der am 27. Juli 1989 von Robert H. McNaught vom Siding-Spring-Observatorium aus entdeckt wurde.
Der Asteroid wurde nach dem australischen Geologen und Antarktis-Forscher Sir Douglas Mawson (1882–1958) benannt.